# Рухну (волость)
Рухну (ест. Ruhnu) — волость в Естонії, у складі повіту Сааремаа, повністю розташована на однойменному острові.

## Положення
Площа волості — 11,9 км², чисельність населення на 1 січня 2011 року становила всього 125 осіб.  
Адміністративний центр волості та єдиний її населений пункт — село Рухну. 
На території волості знаходиться Церква Святої Магдалени, яка є найстарішою дерев'яною будовою, збереженою на території Естонії. 

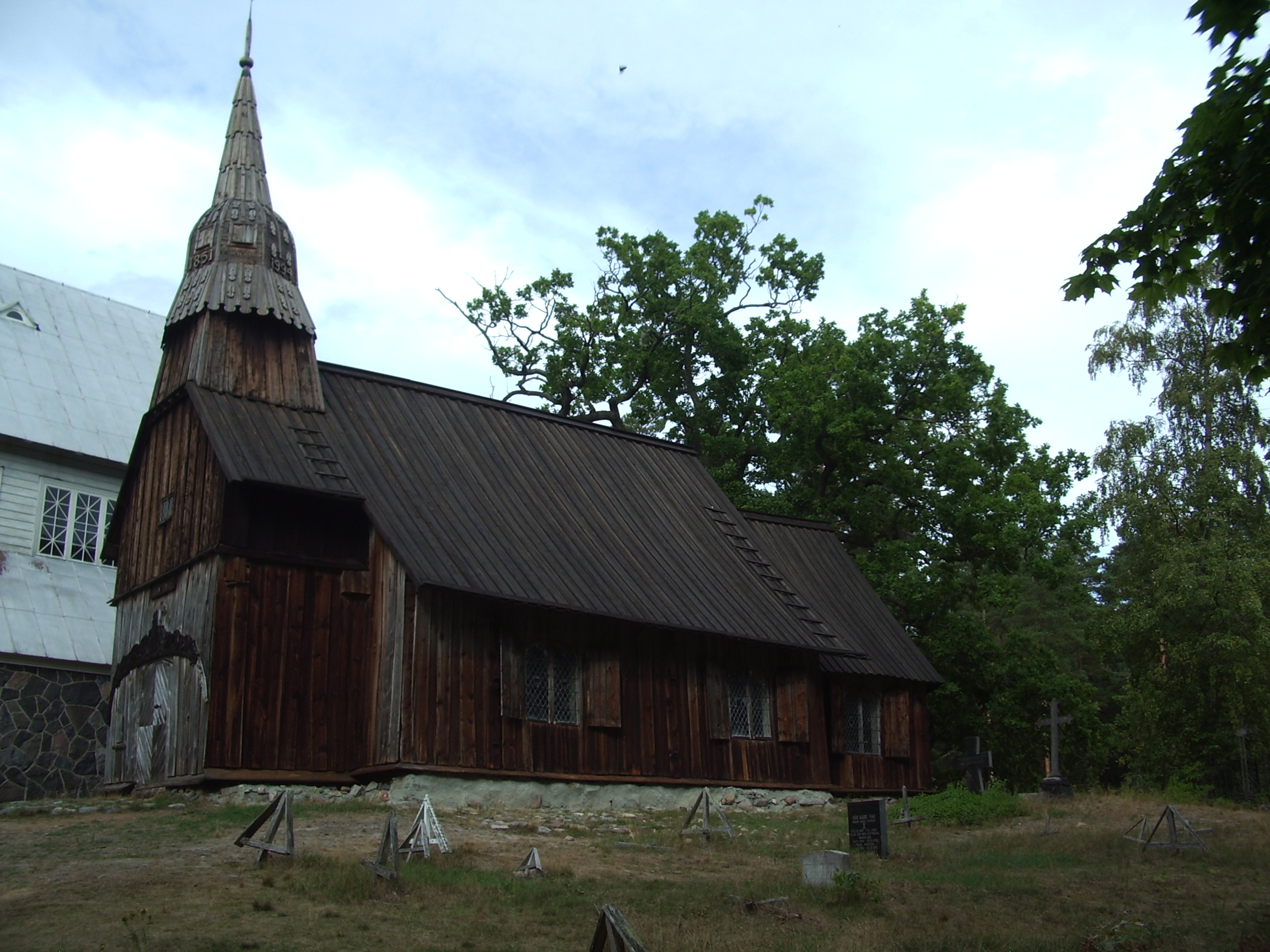
Церква Святої Магдалени.
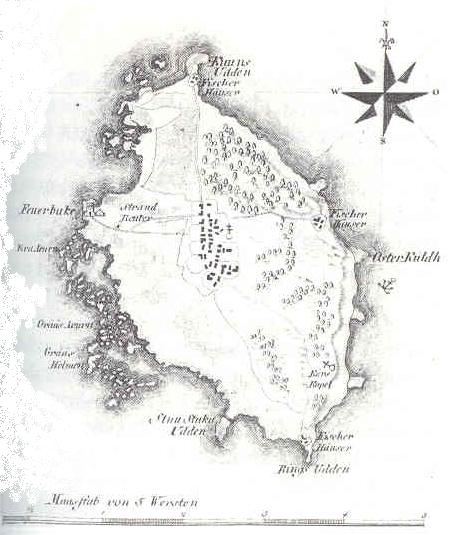
Карта острова 1798 року.